# Franz Moritz von Lacy

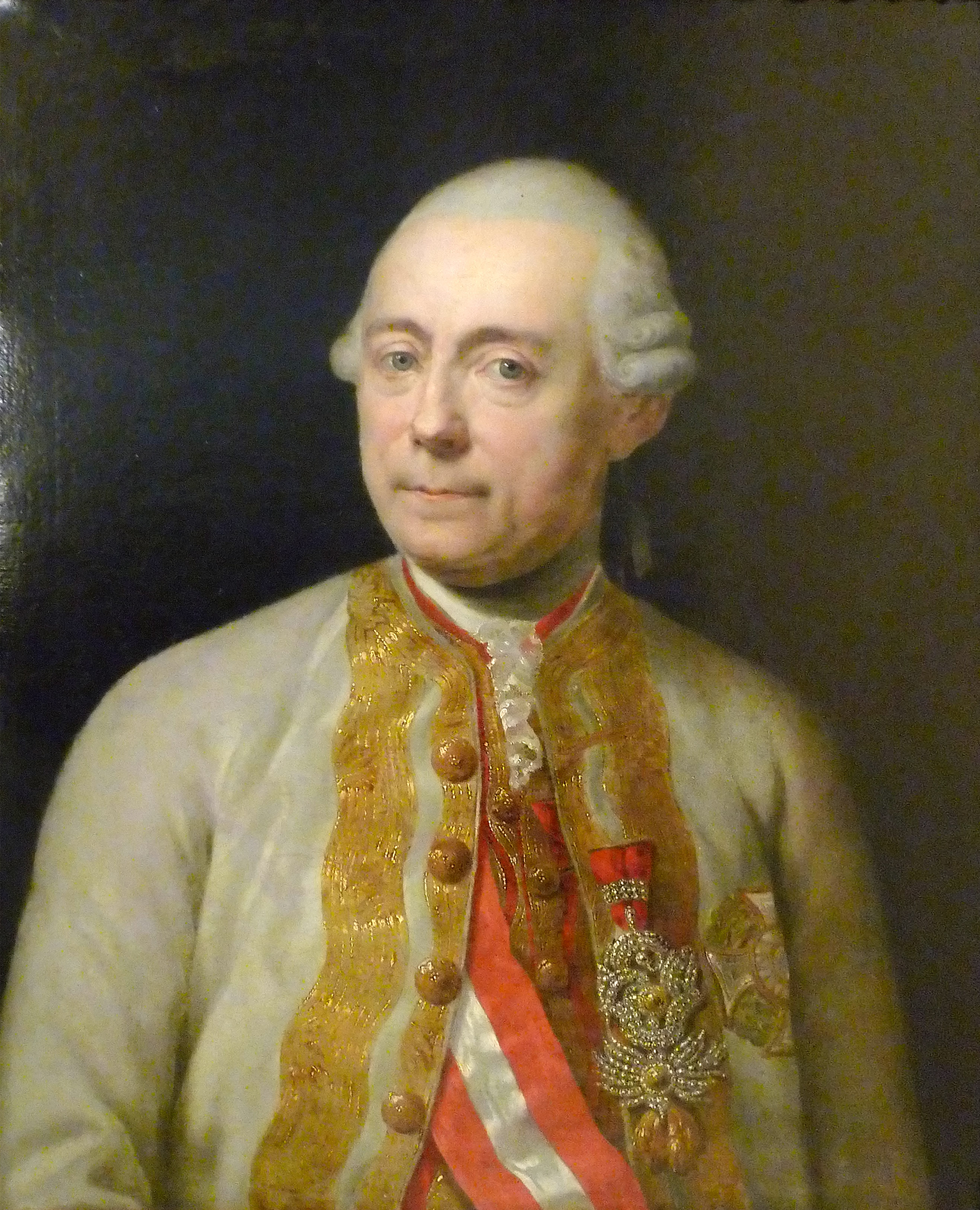
Franz Moritz von Lacy.

Franz Moritz von Lacy, född 21 oktober 1725 i Sankt Petersburg, död 24 november 1801 i Wien, var en österrikisk greve och militär. Han var son till Peter von Lacy.
Lacy kom vid 12 års ålder till Österrike, inträdde 1743 i armén och deltog i österrikiska tronföljdskriget där han utmärkte sig 1756 under slaget vid Lobositz så, att han befordrades till generalmajor. År 1758 blev han fältmarskalklöjtnant och Leopold Joseph von Dauns generalstabschef. Som sådan delade Lacy ansvaret för de följande årens krigföring. År 1759 blev Lacy fälttygmästare och 1766 fältmarskalk samt Dauns efterträdare som hovriksrådspresident. I bayerska tronföljdskriget var han som Josef II:s generalstabschef den egentlige ledare av krigsrörelserna. Detsamma gällde 1788, men efter det misslyckade fälttåget drog sig Lacy tillbaka.